# 格咱乡
格咱乡（藏語：སྐད་ཚག་ཤང་།），是中华人民共和国云南省迪庆藏族自治州香格里拉市下辖的一个乡镇级行政单位。

## 行政区划
格咱乡下辖以下地区：
格咱村、翁上村、翁水村、浪都村、纳格拉村和木鲁村。